# Micrathyria coropinae
Micrathyria coropinae là loài chuồn chuồn trong họ Libellulidae. Loài này được Geijskes mô tả khoa học đầu tiên năm 1963.